# 下列梅季
48°15′27″N 22°49′35″E / 48.25750°N 22.82639°E
下列梅季（烏克蘭語：Нижні Ремети），是烏克蘭西部的村莊，隸屬外喀爾巴阡州的貝雷霍韋區。該村始建於1329年，面積2.11平方公里，海拔高度120米，2001年人口865，人口密度每平方公里409.95人。